# Cystolepiota
Cystolepiota es un género de hongos Agaricales, perteneciente a la familia Agaricaceae.

## Especies
- Cystolepiota adulterina
- Cystolepiota bucknallii
- Cystolepiota constricta
- Cystolepiota fumosifolia
- Cystolepiota hetieri
- Cystolepiota luteohemisphaerica
- Cystolepiota moelleri
- Cystolepiota ompnera
- Cystolepiota pseudogranulosa
- Cystolepiota pulverulenta
- Cystolepiota seminuda
- Cystolepiota sistrata